# Cicerale
Cicerale är en ort och kommun i provinsen Salerno i regionen Kampanien i Italien. Kommunen hade 1 194 invånare (2017).